# كلوستريديوم مبوغ
كلوستريديوم سبوروجينيز هو نوع من البكتيريا موجبة غرام من جنس كلوستريديوم وكمعظم سلالات الكلوستريديوم فهي بكتيريا لاهوائية عصوية الشكل تنتج أبواغا داخلية بيضوية الشكل وتقع في موضع قبل نهائي في الخلية النابتة vegetative cell (الموضع قبل النهائي في الخلية النابتة هو الموضع الذي يقع بين وسط ونهاية الخلية النابتة) وهي توجد عادة في التربة.

## روابط خارجية
- Type strain of Clostridium sporogenes at BacDive - the Bacterial Diversity Metadatabase